# روگالین
روگالین (به لهستانی:  Rogalin) یک روستا در لهستان است که در گمینا موشنا واقع شده‌است. روگالین ۷۰۰ نفر جمعیت دارد.